# Netzahualcóyotl, Oaxaca
Netzahualcóyotl är en ort i Mexiko.   Den ligger i kommunen Huautla de Jiménez och delstaten Oaxaca, i den sydöstra delen av landet, 280 km sydost om huvudstaden Mexico City. Netzahualcóyotl ligger 1 179 meter över havet och antalet invånare är 244.
Terrängen runt Netzahualcóyotl är bergig åt nordväst, men åt sydost är den kuperad. Runt Netzahualcóyotl är det ganska tätbefolkat, med 120 invånare per kvadratkilometer. Närmaste större samhälle är Huautla de Jiménez, 11,6 km sydväst om Netzahualcóyotl. I omgivningarna runt Netzahualcóyotl växer i huvudsak städsegrön lövskog.